# بني إبراهيم
قرية بني إبراهيم هي إحدى القرى التابعة لمركز أبنوب في محافظة أسيوط في جمهورية مصر العربية. حسب إحصاءات سنة 2006، بلغ إجمالي السكان في بني إبراهيم 4692 نسمة، منهم 2326 رجل و2366 امرأة.